# Budapest Challenger 1987
Il Budapest Challenger 1987 è stato un torneo di tennis facente parte della categoria ATP Challenger Series nell'ambito dell'ATP Challenger Series 1987. Il torneo si è giocato a Budapest in Ungheria dal 31 agosto al 6 settembre 1987 su campi in terra rossa.

## Vincitori

### Singolare
Petr Korda ha battuto in finale  Aleksandr Zverev con il punteggio di 5–7, 6–3, 6–2

### Doppio
Josef Čihák /  Cyril Suk hanno battuto in finale  Christer Allgårdh /  David Engel con il punteggio di 6–2, 7–6